# 1796
| [ Edytuj tabelę ]              | |
| Emir Afganistanu               | - 1793 Zaman Szah Durrani 1801 |
| Arcyksiążę Austrii             | - 1792 Franciszek II Habsburg 1804                                                                                                  |
| Elektor Bawarii                | - 1777 Karol Teodor 1799 |
| Sułtan Brunei                  | - 1796 Muhammad Tajuddin 1807 |
| Cesarz Chin                    | - 1735 Qianlong 1796 - 1796 Jiaqing 1820                                                                                            |
| Król Czech                     | - 1792 Franciszek II Habsburg 1835                                                                                                  |
| Król Danii                     | - 1766 Chrystian VII 1808 |
| Dalajlama                      | - 1758 Jamphel Gjaco 1804 |
| Król Gruzji                    | - 1762 Herakliusz II 1798 |
| Król Hiszpanii                 | - 1788 Karol IV 1808 |
| Szach Iranu                    | - 1794 Agha Mohammad Chan 1797 |
| Państwo Wielkich Mogołów       | - 1759 Shah Alam II 1806 |
| Król Irlandii                  | - 1760 Jerzy III Hanowerski 1820 |
| Cesarz Japonii                 | - 1779 Kōkaku 1817 |
| Kalif                          | - 1789 Selim III 1807 |
| Patriarcha Konstantynopola     | - 1794 Gerazym III 1797 |
| Władca Korei                   | - 1776 Chŏngjo 1800 |
| Emir Kuwejtu                   | - 1762 Abd Allah I 1814 |
| Książę Liechtensteinu          | - 1781 Alojzy I 1805 |
| Sułtan Maroka                  | - 1792 Maulaj Sulajman 1822 |
| Król Nepalu                    | - 1777 Rana Bahadur 1799 |
| Król Norwegii                  | - 1784 Fryderyk VI 1814 |
| Sułtan Omanu                   | - 1792 Sultan ibn Ahmad 1804 |
| Elektor Palatynatu             | - 1742 Karol IV Teodor 1799 |
| Papież                         | - 1775 Pius VI 1799 |
| Książę Parmy i Piacenzy        | - 1765 Ferdynand 1802 |
| Król Portugalii                | - 1777 Maria I 1816 |
| Król Prus                      | - 1786 Fryderyk Wilhelm II 1797 |
| Car Rosji                      | - 1762 Katarzyna II Wielka 1796 - 1796 Paweł I 1801                                                                                 |
| Cesarz Rzymski (niemiecki)     | - 1792 Franciszek II Habsburg 1806                                                                                                  |
| Kapitanowie Regenci San Marino | - 1795 Francesco Giannini Livio Casali 1796 - 1796 Giuliano Gozi Matteo Martelli 1796 - 1796 Antonio Onofri Marino Francesconi 1797 |
| Elektor Saksonii               | - 1763 Fryderyk August III 1806 |
| Król Sardynii                  | - 1773 Wiktor Amadeusz III 1796 - 1796 Karol Emanuel IV 1802                                                                        |
| Król Szwecji                   | - 1792 Gustaw IV Adolf 1809 |
| Król Tajlandii                 | - 1782 Buddha Yodfa Chulalok 1809                                                                                                   |
| Sułtan Turków                  | - 1789 Selim III 1807 |
| Prezydent USA                  | - 1789 George Washington 1797 |
| Doża Wenecji                   | - 1789 Ludovico Manin 1797 |
| Król Węgier                    | - 1792 Franciszek 1835 |
| Monarcha Wielkiej Brytanii     | - 1760 Jerzy III 1820 |
| Premier Wielkiej Brytanii      | - 1783 William Pitt Młodszy 1801 |
| Cesarz Wietnamu                | - 1792 Cảnh Thịnh 1802 |

Rok 1796 / MDCCXCVI
stulecia: XVII wiek ~
XVIII wiek ~
XIX wiek

lata: 1786 «
1791 «
1792 «
1793 «
1794 «
1795 «
1796
» 1797
» 1798
» 1799
» 1800
» 1801
» 1806

## Wydarzenia w Polsce
- 4 stycznia – wojska pruskie opuściły Kraków, który został przyłączony do monarchii habsburskiej.
- 27 kwietnia – Austriacy uroczyście przejęli rządy w Krakowie. Prezydent miasta Filip Lichocki odczytał pod ratuszem patent cesarski, który potwierdzał objęcie przez Austrię przypadających jej polskich ziem.
- 28 lipca – ogłoszono dekret, na mocy którego dobra będące własnością królestwa, starostw oraz duchownych przeszły na własność rządu pruskiego[1]
- 30 lipca – w Łażanach na Dolnym Śląsku otwarto drugi w Europie most żelazny.
- 10 listopada – John Baildon uruchomił w hucie w Gliwicach pierwszy na kontynencie europejskim wielki piec pracujący na koksie.

- Pierwszy pobór młodzieży polskiej do służby w armii austriackiej.
- W Galicji powstały pierwsze tajne organizacje niepodległościowe (m.in. Centralizacja Lwowska).
- Zaczęła ukazywać się "Gazeta Krakowska".

## Wydarzenia na świecie
- 1 lutego – stolica brytyjskiej Górnej Kanady została przeniesiona z Newark (dziś Niagara-on-the-Lake) do Yorku (dziś Toronto).
- 29 lutego
  - wszedł w życie brytyjsko-amerykański Traktat Jaya.
  - założono Bibliotekę Narodową Portugalii.
- 2 marca – generał Napoleone di Buonaparte został dowódcą Armii Italii.
- 9 marca – generał Napoleone di Buonaparte pojął za żonę owdowiałą arystokratkę Józefinę de Beauharnais (przy czym zmienił swe włosko brzmiące nazwisko na bardziej francuskie „Bonaparte”).
- 30 marca – Carl Friedrich Gauss udowodnił, że możliwe jest skonstruowanie siedemnastokąta foremnego przy użyciu cyrkla i linijki.
- 10 kwietnia – rozpoczęła się kampania włoska Napoleona Bonapartego.
- 12 kwietnia – zwycięstwo Francuzów nad sprzymierzonymi wojskami austriacko-piemoncko-sardyńskimi w bitwie pod Montenotte w ramach kampanii włoskiej Napoleona Bonaparte.
- 13 kwietnia:
  - wojny napoleońskie: zwycięstwo Francuzów na wojskami Piemontu w bitwie pod Millesimo.
  - do Nowego Jorku przywieziono z Indii pierwszego słonia.
- 15 kwietnia – I koalicja antyfrancuska: zwycięstwo wojsk francuskich nad austriacko-sardyńskimi w bitwie pod Dego.
- 17 kwietnia – I koalicja antyfrancuska: zwycięstwo wojsk francuskich nad sardyńsko-piemonckimi w bitwie pod Ceva.
- 18 kwietnia – w Leoben Francja i Austria podpisały rozejm.
- 21 kwietnia – wojny napoleońskie: zwycięstwo Francuzów nad wojskami królestwa Sardynii w bitwie pod Mondovì.
- 25 kwietnia:
  - Francuzi utworzyli państewko włoskie Republikę Alby, włączoną w 1801 roku do Francji.
  - Hiszpania ratyfikowała tzw. Traktat Pinckneya o wzajemnej przyjaźni i ustaleniu granicy między hiszpańską Florydą a amerykańską Georgią.
- 28 kwietnia – wojny napoleońskie: w Cherasco podpisane zostało zawieszenie broni między Królestwem Sycylii a Francją.
- 8 maja – I koalicja antyfrancuska: zwycięstwo wojsk francuskich nad austriackimi w bitwie pod Fombio.
- 10 maja – armia włoska pod dowództwem Napoleona Bonaparte pokonała Austriaków w bitwie pod Lodi w Lombardii.
- 14 maja – Edward Jenner po raz pierwszy zastosował szczepionkę przeciwko ospie prawdziwej, zawierającą wirusy krowianki.
- 15 maja – I koalicja antyfrancuska: generał Napoleon Bonaparte zajął Mediolan.
- 20 maja – Salomon III został cesarzem Etiopii.
- 30 maja – I koalicja antyfrancuska: zwycięstwo wojsk francuskich nad austriackimi w bitwie pod Borghetto.
- 1 czerwca – Tennessee jako 16. stan dołączyło do Unii.
- 4 czerwca – I koalicja antyfrancuska: zwycięstwo wojsk francuskich nad austriackimi w bitwie pod Altenkirchen.
- 6/7 czerwca – nocą, w wyniku błędu podczas kopania kanału omijającego wodospad zostało całkowicie opróżnione jezioro Ragundasjön w środkowej Szwecji. Na jego osuszonym dnie obecnie leży miejscowość Hammarstrand.
- 9 lipca – I koalicja antyfrancuska: bitwa pod Ettlingen.
- 22 lipca – zostało założone Cleveland (Ohio).
- 5 sierpnia – I koalicja antyfrancuska: generał Napoleon Bonaparte pokonał armię austriacką generała Dagoberta von Wurmsera w bitwie pod Castiglione.
- 4 września – I koalicja antyfrancuska: zwycięstwo wojsk francuskich nad austriackimi w bitwie pod Rovereto.
- 16 października – utworzono Republikę Cispadańską.
- 19 października – wojska francuskie zdobyły Bastię, likwidując zbuntowane Królestwo Anglo-Korsykańskie.
- 15 listopada – I koalicja antyfrancuska: rozpoczęła się bitwa pod Arcole.
- 17 listopada
  - Paweł I Romanow został cesarzem Rosji.
  - I koalicja antyfrancuska: zwycięstwem armii francuskiej zakończyła się bitwa pod Arcole.

- Francja wysłała okręty do Irlandii w celu poparcia ruchu antybrytyjskiego. Sztorm uniemożliwił realizację planu.
- Rządy na Hawajach objął Kamehameha I, powstało Królestwo Hawajskie.
- W bitwie pod Würzburgiem wojska francuskie użyły balonu obserwacyjnego do śledzenia ruchów wojsk austriackich (balon jest eksponowany w wiedeńskim Muzeum Historii Wojska).

## Urodzili się
- 28 stycznia – Friedrich Wilhelm Krummacher, refermowany teolog i znany kaznodzieja (zm. 1868)
- 6 lutego – Adam Wojtkiewicz, polski duchowny katolicki, biskup miński (zm. 1870)
- 15 lutego – John Bell, amerykański polityk, senator ze stanu Tennessee (zm. 1869)
- 17 lutego:
  - Frederick William Beechey, brytyjski żeglarz i eksplorator wysp Pacyfiku i Antarktyki (zm. 1856)
  - Philipp Franz Balthasar von Siebold, niemiecki lekarz, botanik, zoolog, etnolog, badacz fauny i flory Japonii (zm. 1866)
- 17 kwietnia – Stanisław Jachowicz, polski poeta, pedagog, czołowy bajkopisarz (zm. 1857)
- 20 kwietnia – Francis Baring, 1. baron Northbrook, brytyjski polityk, członek stronnictwa wigów (zm. 1866)
- 9 maja – August Friedrich Pauly, niemiecki pedagog i filolog klasyczny (zm. 1845)
- 10 maja – Ludwig Greiner, niemiecki leśnik pracujący gł. na terenie dzisiejszej Słowacji (zm. 1882)
- 21 maja – Reverdy Johnson, amerykański polityk, senator ze stanu Maryland (zm. 1876)
- 1 czerwca – Nicolas Léonard Sadi Carnot, francuski fizyk, inżynier i matematyk (zm. 1832)
- 26 czerwca – Jan Paweł Lelewel, polski inżynier wojskowy i cywilny, budowniczy, urbanista, malarz (zm. 1847)
- 6 lipca – Mikołaj I Romanow, cesarz Rosji, król Polski (zm. 1855)
- 16 lipca – Jean Baptiste Camille Corot, francuski malarz (zm. 1875)
- 24 lipca – John M. Clayton, amerykański prawnik, polityk, senator ze stanu Delaware (zm. 1856)
- 31 lipca – Maria Eufrazja Pelletier, francuska zakonnica, założycielka Zgromadzenia Matki Bożej Miłosiernej od Dobrego Pasterza, święta katolicka (zm. 1868)
- 15 września – Hermann Adam von Kamp, niemiecki pisarz, nauczyciel i historyk (zm. 1867)
- 24 grudnia – Tytus Działyński, polski arystokrata, działacz polityczny, mecenas sztuki (zm. 1861)
- 29 grudnia – Johann Christian Poggendorff, niemiecki fizyk (zm. 1877)

- data dzienna nieznana: 
  - Paweł Hŏ Hyŏb, koreański męczennik, święty katolicki (zm. 1840)
  - Ignacy Kim Che-jun, koreański męczennik, święty katolicki (zm. 1839)
  - Magdalena Pak Pong-son, koreańska męczennica, święta katolicka (zm. 1839)

## Zmarli
- 17 lutego – James Macpherson, szkocki poeta (ur. 1736)
- 30 kwietnia – Franciszka Krasińska, księżna kurlandzka. (ur. 1742)
- 2 lipca – Jan Krzysztof Kluk, polski ksiądz, przyrodnik, badacz flory polskiej (ur. 1739)
- 8 lipca – Adam Tadeusz Naruszewicz, polski biskup, nadworny historyk i poeta, dramatopisarz i tłumacz (ur. 1733)
- 21 lipca – Robert Burns, szkocki poeta, prekursor romantyzmu (ur. 1759)
- 16 października – Wiktor Amadeusz III, król Sardynii (ur. 1726)
- 17 listopada – Katarzyna II Wielka, cesarzowa Rosji (ur. 1729)
- 15 grudnia – Anthony Wayne, amerykański polityk i żołnierz (ur. 1745)
- 19 grudnia – Piotr Aleksandrowicz Rumiancew, rosyjski feldmarszałek (ur. 1725)

## Święta ruchome
- Tłusty czwartek: 4 lutego
- Ostatki: 9 lutego
- Popielec: 10 lutego
- Niedziela Palmowa: 20 marca
- Wielki Czwartek: 24 marca
- Wielki Piątek: 25 marca
- Wielka Sobota: 26 marca
- Wielkanoc: 27 marca
- Poniedziałek Wielkanocny: 28 marca
- Wniebowstąpienie Pańskie: 5 maja
- Zesłanie Ducha Świętego: 15 maja
- Boże Ciało: 26 maja